# Pîtres
Pîtres là một xã thuộc tỉnh Eure trong vùng Normandie miền bắc nước Pháp.

## Huy hiệu
| Arms of Pîtres | The arms of Pîtres are blazoned: Gules, 3 pallets couped fitchy in chief Or, on a chief azure, 2 mullets argent. |